# Vittorio Gassman
Vittorio Gassman (Genova, 1922. szeptember 1. – Róma, 2000. június 29.) többszörös David di Donatello-díjas olasz színész és filmrendező.
Becenevei: „Il Mattatore” („A Szörnyeteg”), „Olaszország Sir Laurence Olivier-je”

## Élete és pályafutása
Struppában született, amelyet 1926-ban Nagy-Genova városához csatoltak, Heinrich Gassmann német mérnök (Vittorio művésznevében később elhagyta a második n-t ) és a pisai zsidó származású Luisa Ambron gyermekeként. A gimnáziumban baseball-sztár volt. Rómában előbb jogi tanulmányokat folytatott, de azzal felhagyva, színészetet tanult a színházművészeti iskolában, majd elvégezte a színiakadémiát.(Más forrás szerint elvégezte a római Jogi Egyetemet.)
Milánóban mutatkozott be 1942-ben Dario Niccodemi Nemica (Női ellenség) nevű színházában, ezután Róma következett, ahol a Teatro Eliseo színházban szerepelt. 1946-ban debütált a filmvásznon, még ugyanebben az évben öt filmben szerepelt. 1948-ban Riso Amaro (Keserű rizs) köréhez csatlakozott. (Luchino Visconti társulatához, ahol Tennessee Williams és Shakespeare darabokban játszott, és a Teatro Nazionale nevű (Olasz) Nemzeti Színházban pedig a Peer Gyntben.) 1952-ben önálló színtársulatot alapított Luigi Squarzinával, színpadra állította és rendezte a Hamlet első komplett verzióját Olaszországban, a Teatro d’Arte Italianóban, majd rövidebb ideig Seneca Tieste (Trieszt)jében és Eschilo I Persiani (Perzsák)jában dolgozott. Ugyanebben az évben feleségül vette Shelley Winters amerikai színésznőt és Hollywoodba szerződött, ahol filmszerepekben játszott (Háború és béke – Audrey Hepburnnel). Elvált, visszament Rómába, és sok filmszerepe után 1956-ban ő játszotta Othellót a neves színész, Salvo Randone mellett. Rövid idő múlva már a tévében is fellépett. Ebben az évben rendezőként is bemutatkozott a Kean, a zseni című filmmel.
Pályafutása során majd minden karaktert megformált: volt bíró, gyilkos, katona, remete, rendőr, aranyifjú, megformált kosztümös alakokat és modern szívtiprókat. Legemlékezetesebb filmjei: az Előzés, a Belfegor a pokolból, az Éjfélkor indul útjára a gyönyör, a Fehér telefonok, A terasz, A nő illata, Keserű rizs, Ismeretlen ismerősök és az Egy remete Rómában.
1979-ben Firenzében színiiskolát hozott létre Teatro Nazionale d’Arte néven. 
1982-ben önéletrajzi ihletésű filmet készített Alessandro fia társrendezőjeként Az apa fia címmel. 1994-ben az olasz tévében elindította és vezetője volt a Dante életét feldolgozó műsornak. Bár filmszínészként aratott nagyobb sikereket, a színházat sohasem hagyta el, visszavonulása után is segítette nagy tapasztalatával, műveltségével. Klasszikus költők verseit is kitűnően szavalta. Gassman házasságaiban is hű maradt a színészethez: csak színésznők voltak a feleségei: Nora Ricci, Shelley Winters, Juliette Mayniel és Diletta D’Andrea. Három gyermeke közül kettő, Paola (1945–2024) és Alessandro (*1956) a színészmesterséget választotta.
Kezében az elmaradhatatlan cigarettával szerepelt időskori riportfilmjeiben. Érces hangján is érződött erős dohányos mivolta.
Rómában halt meg, szívrohamban, életének 78. évében.

## Munkássága

### Ismertebb filmjei
- Luchino Visconti (1999)
- Bomba (1999)
- A vacsora (1998)
- Tűzsivatag (1997)
- Pokoli lecke (1996)
- Ábrahám (1994)
- Hosszú tél (1992)
- Rossini, Rossini! (1991)
- Seherezádé (1990)
- A hóbortos nagybácsi (1989)
- A förtelmes halál (1989)
- Csavargók (1988)
- A család (1987)
- Paradigma (1985)
- Az élet kész regény (1983)
- Az apa fia (1982)
- Vihar (1982)
- Bukott zsaru (1981)
- A terasz (1980)
- Kedves papa (1979)
- Kvintett (1979)
- Az esküvő (1978)
- Éljen Itália (1977)
- Tatárpuszta (1976)
- Jó éjszakát hölgyek, urak (1976)
- Fehér telefonok (1976)
- Éjfélkor indul útjára a gyönyör (1975)
- A nő illata (1974)
- Tosca (1973)
- Család nélkül (1972)
- Az olasz nép nevében (1971)
- Afrikai Scipio (1971)
- Audiencia (1971)
- A válás (1970)
- 12 + 1 (1969)
- Alibi (1969)
- Il profeta (Egy remete Rómában) (1968)
- A légy dilije (1967)
- A tigris (1967)
- A nő hétszer (1967)
- Belfagor a pokolból (1966)
- Brancaleone ármádiája (1966)
- Szüzet a hercegnek! (1965)
- Il Gaucho (1965)
- Slalom (1965)
- Beszéljünk a nőkről (1964)
- Nyári bolondságok (1963)
- A siker (1963)
- Barabás (1962)
- Előzés (1962)
- Az utolsó ítélet (1961)
- Róma szellemei (1961)
- A tolvaj és a szerelem (Il Mattatore) (1960)
- A nagy háború (1959)
- A nagy halál (1958)
- A vihar (1958)
- Ismerős ismeretlenek (1958)
- Szívspecialista (1957)
- Háború és béke (1956)
- Kean (1956)
- A világ legszebb asszonya (1955)
- Mambo (1954)
- Rhapsody (1954)
- Zorró (1952)
- Anna (1951)
- A fekete korona (1951)
- Földönfutók (1949)
- A kapitány lánya (1947)
- Pinocchio kalandjai (1947)
- Keserű rizs (1948)
- A rejtélyes lovas (1948)
- Zsidó esküvő (1948)

### Főbb rendezései
- Az apa fia (1982), Család nélkül (1972), Alibi (1969), Kean, a zseni (1956).

### Könyvek
- Önéletrajzi könyveket írt és adott ki, de írt verseket is.

Róla:
- Nemlaha György: Vittorio Gassman; Múzsák Közművelődési Kiadó, Bp., 1986 (Filmbarátok kiskönyvtára) ISBN 963-564-142-7